# Edgard Raffaelli Júnior
Edgard Raffaelli Júnior (São Paulo, 02 de Março de 1930 - São Paulo, 29 de dezembro de 2006) foi um médico neurologista brasileiro.

## Biografia
Edgard Raffaelli Júnior especializou-se em Neurocirurgia no Hospital das Clínicas da Faculdade de Medicina da Universidade de São Paulo, em 1962. 
Fundou a primeira clínica especializada no tratamento de cefaleias na América Latina em 1975, em São Paulo.

## Sociedades Médicas
Idealizou e foi um dos fundadores da Sociedade Brasileira de Cefaleia, em 1978.
Criou a revista Migrâneas & Cefaléias, órgão Científico da Sociedade Brasileira de Cefaleia.
Em 1982, colaborou para a fundação da International Headache Society.

## Reconhecimento científico
Autor da teoria límbica que revolucionou a fisiopatologia da enxaqueca.
Foi um grande inovador no estudo das algias cranianas.
Criou termos nessa área, em língua portuguesa, como por exemplo: "migrânea", "cefaleia em salvas", "cefaliatria".
O neurologista e cefaliatra Raimundo Pereira da Silva Neto, em artigo de sua autoria publicado na revista Migrâneas & Cefaléias (v.9, n.4, p.152-158, 2006) sobre a vida e obra do Dr Raffaelli Júnior, cognominou-o "Pai da cefaleia na América Latina".

## Obras
- Rafaelli Jr E. Aneurismas infecciosos. São Paulo. 1973. Tese (doutoramento). Departamento de Neuropsiquiatria. Faculdade de Medicina, Universidade de São Paulo.
- Rafaelli Jr E. Atualização em enxaquecas - introdução. Ars Curandi (suppl.), 1974;7(2):1-4.
- Rafaelli Jr E. Atualização em enxaquecas - tratamento. Ars Curandi (suppl.), 1974;7(2):11-12.
- Rafaelli Jr E. Migraine and the lymbic system. Headache, 1975;15(1):69-78.
- Rafaelli Jr E. Cefaléias e sua importância em Psiquiatria. Rev Bras Med 1981;3(1):26-30.